# Premis Butaca de 1995
Els Premis Butaca de 1995, varen ser la primera edició dels oficialment anomenats Premis Butaca de teatre i cinema de Catalunya, uns guardons teatrals i cinematogràfics catalans, creats l'any 1995 per Glòria Cid i Toni Martín, conductors d'un programa a la ràdio de Premià de Mar, en reconeixement de les obres de teatre i pel·lícules estrenades a Catalunya. Els premis són atorgats per votació popular.

## Palmarès
- Millor muntatge teatral: Sweeney Todd (Centre Dramàtic de la Generalitat de Catalunya).

- Millor actriu de teatre: Àngels Poch, La corona d'espines.

- Millor actor de teatre: Lluís Soler, La corona d'espines.

- Companyia revelació: Chicos Mambo (Barcelona, París, Caracas) i Companyia La Idiota (Kràmpack).

- Mllor mitjà de difusió del teatre: Revista Escena (Albert de la Torre).

- Millor pel·lícula catalana: El perquè de tot plegat, Ventura Pons.

- Millor pel·lícula europea: Lamerica, Gianni Amelio.

- Millor actriu catalana de cinema: Rosa Gàmiz, El perquè de tot plegat.

- Millor actor català de cinema: Jordi Bosch i Palacios, El perquè de tot plegat.

- Millor mitjà de difusió del cinema: Cinema 100 (Àlex Gorina).